# 香川武文
香川 武文（かがわ たけふみ、1972年（昭和47年）12月15日 - ）は日本の政治家。埼玉県志木市長（4期）。元志木市議会議員（4期）。

## 来歴
埼玉県志木市生まれ。志木なかもり幼稚園、志木市立志木第二小学校、志木市立志木第二中学校、明星高等学校、玉川大学文学部卒業。玉川大学大学院文学研究科修士課程修了。
2000年、志木市議会議員選挙に出馬し、初当選した。以後4期連続で当選。2006年、志木市議会議長に就任。
2013年6月、志木市議を4期目の任期途中で辞職。志木市長選挙に自由民主党、民主党、公明党の推薦を受けて無所属で立候補。現職の長沼明を破り、初当選した。
2017年6月11日投開票の同市長選挙で再選。
2021年6月13日の同市長選挙で3選。
2025年6月15日投開票の同市長選挙で4選。